# Tatiana de Rosnay
Tatiana de Rosnay, född den 28 september 1961 i Neuilly-sur-Seine, är en fransk-engelsk författare och journalist, bland annat känd för bästsäljarna Sarahs nyckel och Bumerang.
De Rosnay har en engelsk mor och en rysk-fransk-mauritisk far, vetenskapsmannen Joël de Rosnay. Hon växte upp i Boston och Paris, och studerade litteraturvetenskap vid University of East Anglia. Efter examen jobbade hon som journalist för amerikanska Vanity Fair, innan debutromanen L'Appartement témoin gavs ut 1992. Hon har även arbetat för tidskrifterna Psychologies och Elle.
Sedan debuten har de Rosnay givit ut elva romaner, däribland bästsäljarna Sarahs nyckel och Bumerang. Den förstnämnda har även filmatiserats. Hon var en av de tio bäst säljande författarna i Europa år 2010.